# Jay Beagle
Jay Beagle (ur. 16 października 1985 w Calgary, Kanada) – hokeista kanadyjski, gracz ligi NHL.

## Kariera klubowa
- University of Alaska (2005 - 2006)
- Idaho Steelheads (2006 - 2007)
- Washington Capitals (26.03.2008 - 1.07.2018)
  -  Hershey Bears (2008 - 2011)
- Vancouver Canucks (1.07.2018 -

## Sukcesy
Klubowe

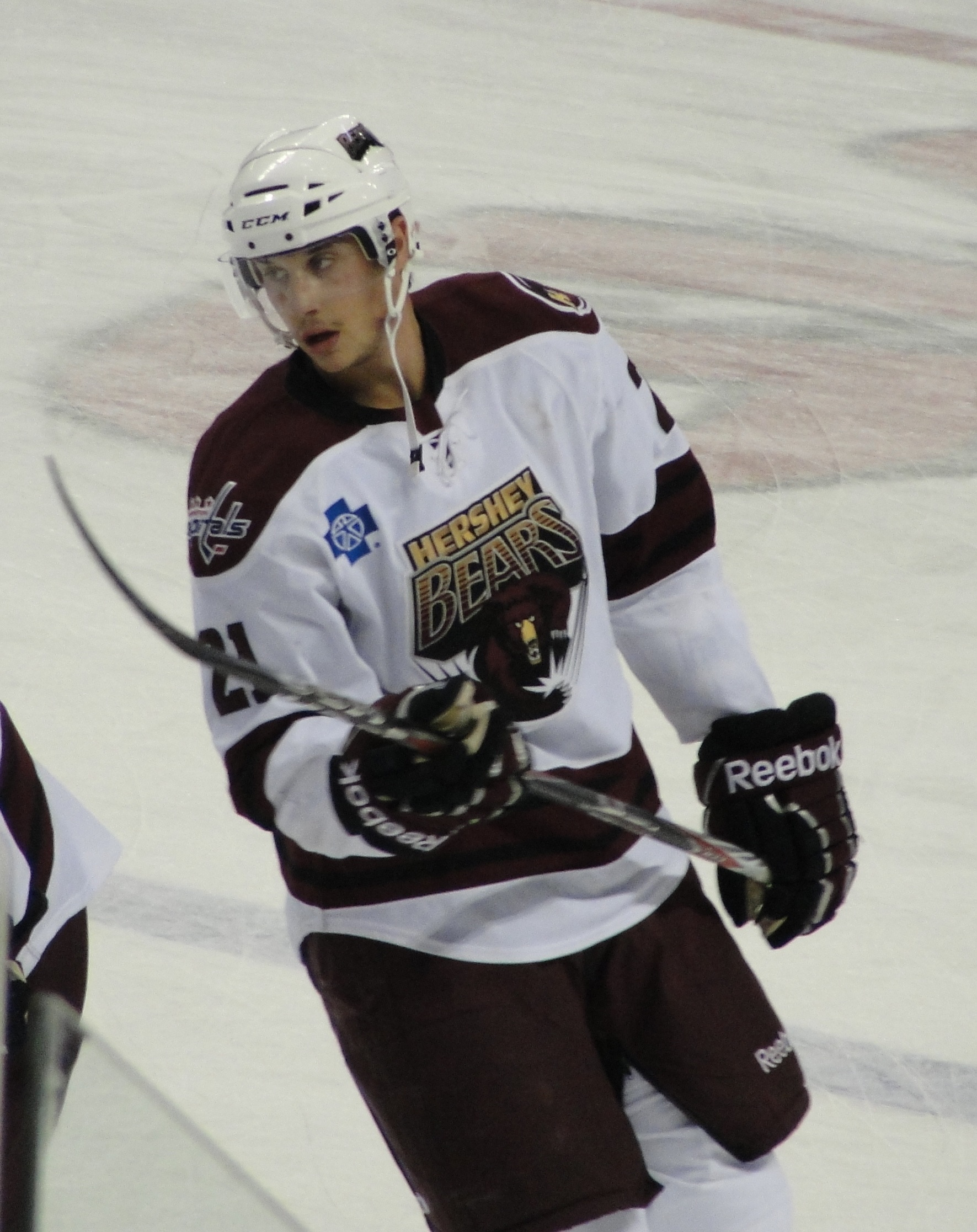
W barwach Hershey Bears w 2010

- Kelly Cup z zespołem Idaho Steelheads w sezonie 2006-2007 ligi ECHL
- Calder Cup z zespołem Hershey Bears w sezonie 2008-2009 ligi AHL
- Calder Cup z zespołem Hershey Bears w sezonie 2009-2010 ligi AHL
- Prince of Wales Trophy z zespołem Washington Capitals w sezonie 2017-2018
- Puchar Stanleya z zespołem Washington Capitals w sezonie 2017-2018